# 末次政直

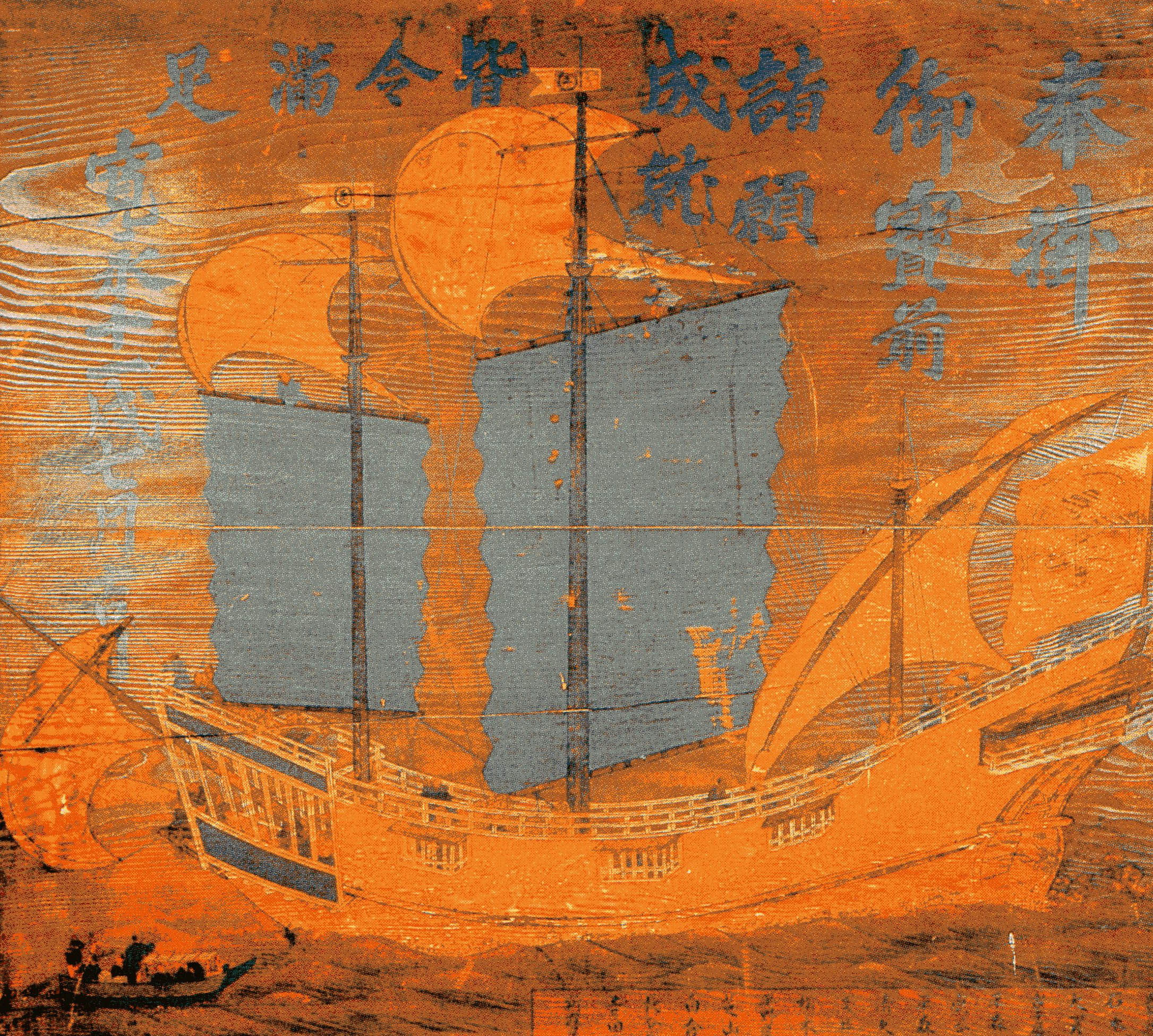
末次船絵馬、寛永11年（1634年）、長崎歴史文化博物館所蔵、長崎市指定有形文化財

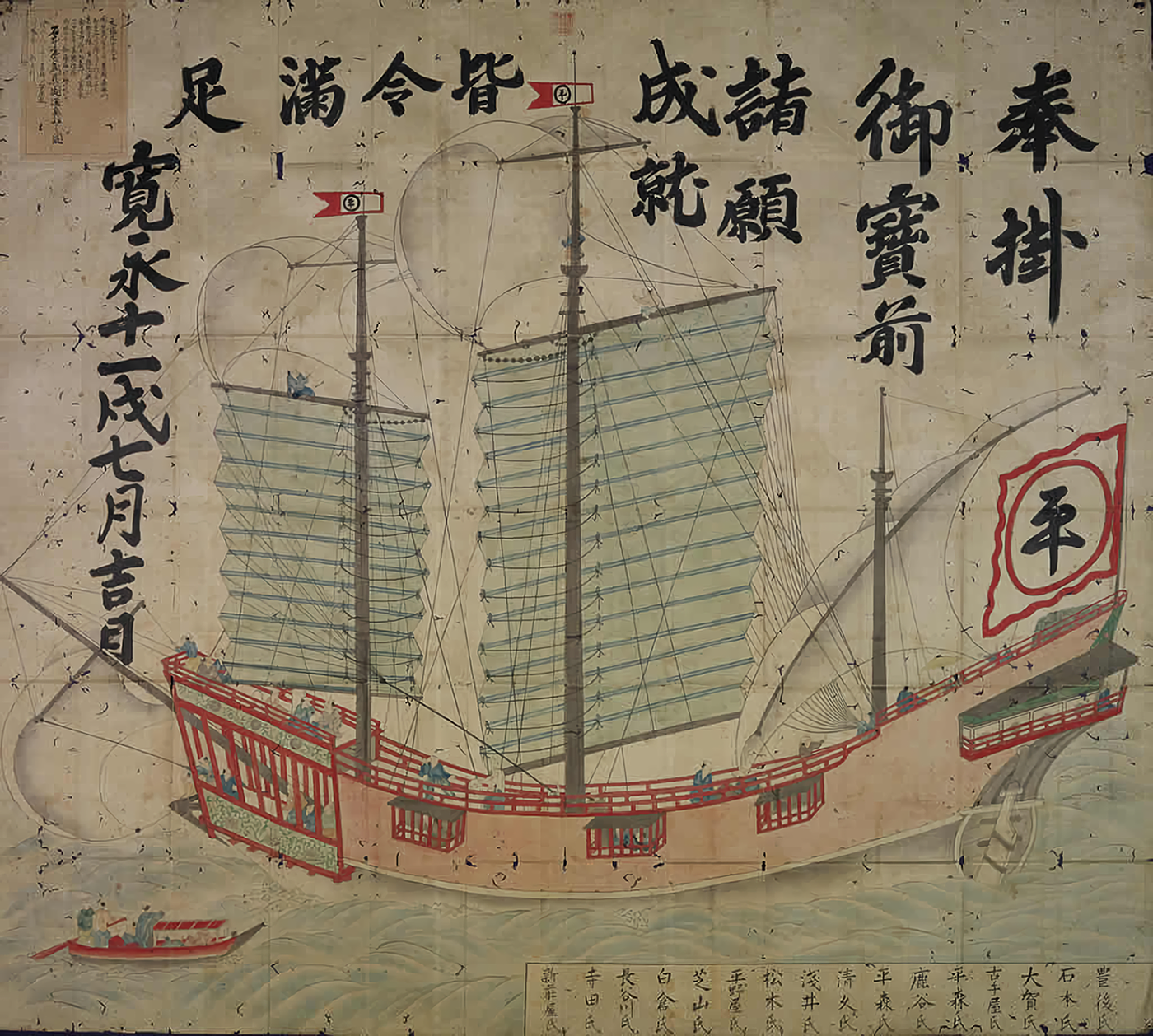
清水寺末次船絵馬下絵、長崎歴史文化博物館所蔵

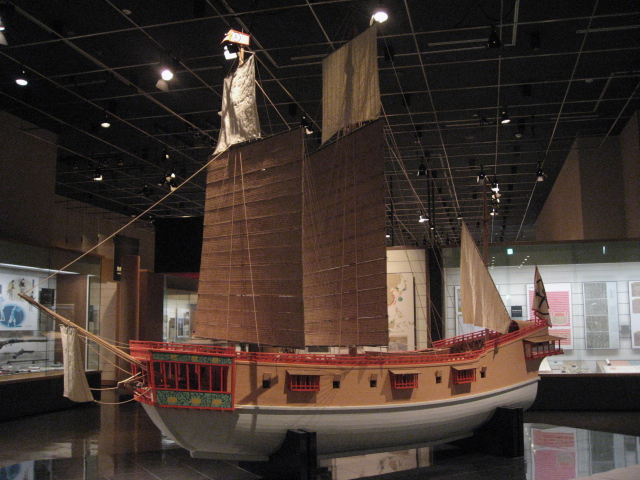
末次船復元模型、国立歴史民俗博物館所蔵

末次 政直（すえつぐ まさなお、天文15年（1546年）ごろ - 寛永7年5月25日（1630年7月5日））は、江戸時代初期の博多貿易商人・長崎代官。通称の平蔵（初代）の名で知られる。室は飛騨高山藩主金森可重の娘。

## 生涯
平戸出身の博多の豪商・末次興善 の次男として生まれる。
元亀2年（1571年）に長崎に移住。朱印船貿易で安南・シャムなどと貿易を行う。元和4年（1618年）に長崎代官の村山等安を訴え、翌元和5年（1619年）に等安が処刑されると、代わって長崎代官となる。
政直は「ジョアン」という洗礼名を持つキリシタンだったが、キリシタン禁教時代には棄教して仏教に転宗し、長崎奉行の長谷川藤正に協力してキリシタンの弾圧に手を貸す。そしてキリシタン探索の目明を各地に派遣し、キリシタンを公職から追放した。寛永3年（1626年）に長崎の地にキリシタン棄教令が発せられた時に、同じく棄教した長崎町年寄の高木作右衛門と共に、長崎奉行の水野守信に協力してキリシタンの弾圧を激しく行なう。
タイオワン事件（ノイツ事件）を起こし、寛永7年（1630年）に江戸の牢獄に幽閉され、幕臣により斬殺される。幽閉・斬殺された理由は、幕府の重臣が禁止されている貿易に手を出していたことを知ったためとされるが、詳細は不明である。
法名は雲証院殿華岳浄皎居士。菩提寺は華嶽山春徳寺。延宝4年（1676年）、4代茂朝の代に密貿易が発覚、一族は処罰され、政直の墓石も失われた。
なお、政直が名乗った「平蔵」という名は、2代代官末次茂貞・3代代官末次茂房・4代代官末次茂朝も名乗っている。
『長崎名勝図絵』には、末次茂房が父政直の石郭を造ろうとして、長崎氏の鶴城本丸跡にある竜頭巌と呼ばれる岩の一部を切り出そうとしたところ、岩の間から血が滲み出たと記されている。

## 関連作品
- 海音寺潮五郎 - 『末次平蔵』(文春文庫『豪傑組』収録)